# 内場ダム
内場ダム（ないばダム）は、香川県高松市塩江町、香東川水系内場川に建設されたダム。

## 概要
香川県の香東川総合開発事業により1938年に建設開始。戦況悪化のため1944年に一旦中断した後、1949年に再開して1952年に完成した重力式コンクリートダムであり、以来現在まで香川県の内場ダム管理事務所が管理する県営ダムである。ダム湖は内場池（ないばいけ）と呼ばれている。
ダムの目的は下流の洪水調節、河川流量維持、高松市への上水道水供給。四箇池と併せて高松市の重要な自己水源である。

## アクセス
高松市中心部より国道193号を南下後、徳島県道・香川県道7号美馬塩江線を行く。

## 周辺
- 道の駅しおのえ
- 塩江温泉